# Comuna Istria, Constanța
Istria este o comună în județul Constanța, Dobrogea, România, formată din satele Istria (reședința) și Nuntași. 634 locuitori. Istria adăpostește, complexul primului oraș din existența României, Complexul Arheologic Histria.
Istria este o veche colonie greacă (Histria, Istropolis, secolul VIII î.C). Numele îi provine de la „Hister” („Dunăre”).

## Demografie
Componența etnică a comunei Istria
     Români (89,75%)
     Alte etnii (0,22%)
     Necunoscută (10,04%)
Componența confesională a comunei Istria
     Ortodocși (89,14%)
     Alte religii (0,47%)
     Necunoscută (10,38%)
Conform recensământului efectuat în 2021, populația comunei Istria se ridică la 2.321 de locuitori, în scădere față de recensământul anterior din 2011, când fuseseră înregistrați 2.443 de locuitori. Majoritatea locuitorilor sunt români (89,75%), iar pentru 10,04% nu se cunoaște apartenența etnică. Din punct de vedere confesional, majoritatea locuitorilor sunt ortodocși (89,14%), iar pentru 10,38% nu se cunoaște apartenența confesională.

## Politică și administrație
Comuna Istria este administrată de un primar și un consiliu local compus din 11 consilieri. Primarul, Mihai Ionescu[*], de la Partidul Social Democrat, este în funcție din octombrie 2020. Începând cu alegerile locale din 2024, consiliul local are următoarea componență pe partide politice:
|  | Partid                          | Consilieri | Componența Consiliului | Componența Consiliului | Componența Consiliului | Componența Consiliului | Componența Consiliului | Componența Consiliului | Componența Consiliului | Componența Consiliului |
|  | ------------------------------- | ---------- | ---------------------- | ---------------------- | ---------------------- | ---------------------- | ---------------------- | ---------------------- | ---------------------- | ---------------------- |
|  | Partidul Social Democrat        | 8          |                        |                        |                        |                        |                        |                        |                        |                        |
|  | Partidul Național Liberal       | 2          |                        |                        |                        |                        |                        |                        |                        |                        |
|  | Alianța pentru Unirea Românilor | 1          |                        |                        |                        |                        |                        |                        |                        |                        |

## Personalități născute aici
- Vergil Chițac (n. 1962), ofițer de marină, politician.